# Leticia Carigi
María Leticia Carigi Delgado (Venezuela, Siglo XX) es una astrónoma venezolana especializada en cosmoquímica, incluida la metalicidad general de las galaxias, los halos galácticos, y la evolución de las galaxias. Trabaja en México como investigadora y profesora en el Instituto de Astronomía de la Universidad Nacional Autónoma de México (UNAM).

## Biografía
Carigi obtuvo una maestría y un doctorado en astronomía a través de investigaciones en el Centro de Investigaciones de Astronomía de Venezuela. Completó su Ph.D. en 1994, en la Universidad Central de Venezuela, con la disertación Evolución química de la vecindad solar con rendimientos químicos estelares dependientes de la metalicidad, dirigida por Gustavo Ramón Bruzual Alfonso.
Llegó al Instituto de Astronomía de la UNAM como investigadora posdoctoral, trabajando con Manuel Peimbert, y es profesora investigadora allí desde 1995.

## Reconocimientos
Carigi es miembro de la Academia Mexicana de Ciencias. En 2010 la UNAM le entregó el Reconocimiento Sor Juana Inés de la Cruz.